# アステル中国
アステル中国（アステルちゅうごく）とは、
- かつて中国地域において展開されていたアステルPHS事業のサービスブランド名。「アステル中国」
- かつて中国地域においてPHS事業を行っていた電気通信事業者。「株式会社アステル中国」

本稿ではかつて中国地域においてアステルブランドを用い展開されていたPHS事業、またそれに付随する事業を詳述。

## 業務地域
- 鳥取県、島根県、岡山県、広島県、山口県

## 年表
- 1995年
  - 1月24日 - 株式会社アステル中国設立。
  - 12月1日 - アステル中国サービス開始。
- 2001年10月1日 - 株式会社アステル中国から中国情報システムサービス(CIS)へPHS事業が譲渡される。
- 2003年7月1日 - 中国電力系の通信会社である中国情報システムサービス(CIS)と中国通信ネットワーク(CTNet)が合併。社名をエネルギア・コミュニケーションズに変更。
- 2004年
  - 5月19日 - アステル中国サービスの新規受付を終了。なお、64kbps定額制データ通信サービス(MEGA EGG64)の新規受付は継続。
  - 12月9日 - アステル中国サービスを終了。全国で5社目の撤退。
- 2007年
  - 2月28日 - 64kbps定額制データ通信サービス(MEGA EGG64)の新規契約受付を終了。
  - 9月30日 - MEGA EGG64サービス終了。PHS事業から完全撤退。

## 通信端末
詳細はアステル内の通信端末を参照のこと。

## アステル中国独自のサービス
なお、定額制データ通信事業の運営に関しては、アステル中国として受けたPHS事業者としての許認可、および割り当てられたPHS無線局（基地局）の免許を、承継して使用していた。ただし、アステルブランドは一切使用していない。

### MEGA EGG64
中国情報システムサービス時代の2002年2月頃、モバイルデータ通信定額制「MEGA EGG64」を開始。
2007年2月28日をもって新規申込受付を終了し、2007年9月30日にサービスを終了。